# München Hauptbahnhof
München Hauptbahnhof (München Hbf) er hovedbanegården i München, Tyskland. Banegården er den tredje største i landet, kun overgået af Hamburg Hauptbahnhof og Frankfurt Hauptbahnhof. München Hbf er den næstældste banegård i Tyskland, kun banegården i Düsseldorf er ældre.
München Hbf har hovedsageligt de tyske Deutsche Bahn, de schweiziske SBB og de østrigske ÖBB som hovedtog på de 30 perroner. München Hbf ligger i den vestlige ende af München, tæt på de store forretningsgader.
München Hbf
| Foregående station                                                         |  | Deutsche Bahn                                                        |  | Efterfølgende station                       |
| -------------------------------------------------------------------------- |  | -------------------------------------------------------------------- |  | ------------------------------------------- |
| München-Pasingmod Berlin Ostbf eller Wiesbaden Hbf                         |  | ICE 11 Berlin / Wiesbaden - Mannheim - München                       |  | Endestation                                 |
| Ingolstadt Hbfmod Lübeck Hbf, Hamburg-Altona eller Oldenburg (Oldb) Hbf    |  | ICE 25 Lübeck / Oldenburg - Hannover - München                       |  | Endestation                                 |
| München-Pasingmod Lübeck Hbf, Hamburg-Altona eller Oldenburg (Oldb) Hbf    |  | ICE 25 Lübeck / Oldenburg - Hannover - München                       |  | Endestation                                 |
| München-Pasingmod Kiel Hbf, Hamburg-Altona, Warnemünde eller Stralsund Hbf |  | ICE 28 Kiel / Warnemünde / Stralsund - Berlin - Eisenach / Innsbruck |  | Kufsteinmod Innsbruck Hbf                   |
| Ingolstadt Hbfmod Kiel Hbf, Hamburg-Altona, Warnemünde eller Stralsund Hbf |  | ICE 28 Kiel / Warnemünde / Stralsund - Berlin - Eisenach / Innsbruck |  | Kufsteinmod Innsbruck Hbf                   |
| Ingolstadt Hbfmod Hamburg-Altona                                           |  | ICE 31 Hamborg - Hagen - München                                     |  | Endestation                                 |
| Nürnberg Hbfmod Dortmund Hbf                                               |  | ICE 41 Dortmund - München                                            |  | Endestation                                 |
| München-Pasingmod Hamburg-Altona                                           |  | ICE 42 Hamborg - Düsseldorf - München                                |  | Endestation                                 |
| Endestation                                                                |  | TGV/ICE 83 München - Paris                                           |  | Augsburg Hbfmod Paris Est                   |
| Endestation                                                                |  | Railjet/ICE 90 München - Wien                                        |  | Salzburg Hbfmod Wien Westbf                 |
| Foregående station                                                         |  | City Night Line                                                      |  | Efterfølgende station                       |
| Augsburg Hbfmod Amsterdam Centraal                                         |  | Pollux Amsterdam - München/Innsbruck                                 |  | Kufsteinmod Innsbruck Hbf                   |
| München OstEndestation                                                     |  | Capella München - Berlin                                             |  | Augsburg Hbfmod Berlin-Lichtenberg          |
| München OstEndestation                                                     |  | Pyxis München - Hamborg                                              |  | Augsburg Hbfmod Hamburg-Altona              |
| Endestation                                                                |  | Lupus München - Rom                                                  |  | Rosenheimmod Roma Termini                   |
| Endestation                                                                |  | Pictor München - Venedig                                             |  | Rosenheimmod Venezia Santa Lucia            |
| Foregående station                                                         |  | EuroNight                                                            |  | Efterfølgende station                       |
| Endestation                                                                |  | Kalman Imre München - Budapest                                       |  | Salzburg Hbfmod Budapest Keleti pu          |
| Endestation                                                                |  | Lisinski München - Zagreb/Rijeka                                     |  | Salzburg Hbfmod Zagreb Gl.kol. eller Rijeka |

48°08′27″N 11°33′18″Ø / 48.14083°N 11.555°Ø